# 沙套湖
沙套湖是一个位于中国湖北省洪湖县的湖泊，面积约为5平方千米。